# Леонид Хурвич
Леонид Хурвич (пољ. Leonid Hurwicz; 21. август 1917 — 24. јун 2008) био је пољско-амерички економиста и математичар. Добитник је Нобелове награде за економију 2007. године „за постављање темеља теорије конструктивног механизма” заједно са Ериком Маскином и Роџером Мајерсоном.